# Generující matice
Generující matice je v teorii kódování bází lineárního kódu, generující všechna možná kódová slova. Označíme-li matici G a lineární kód C, pak
w = cG
kde w je určité kódové slovo z C, c je řádkový vektor a mezi w a c existuje bijekce. Generující matice kódu ({\displaystyle n}, {\displaystyle M=q^{k}}, {\displaystyle d}){\displaystyle q} má velikost k × n. V uvedeném zápise je {\displaystyle n} délka kódového slova, {\displaystyle k} je počet informačních znaků, {\displaystyle d} je Hammingova vzdálenost kódu a {\displaystyle q} je počet možných symbolů abecedy (tedy např. q = 2 pro binární kód). O takovém kódu lze rovněž říci, že má počet redundantních znaků {\displaystyle r=n-k}.
Standardní tvar generující matice je
{\displaystyle G={\begin{bmatrix}I_{k}|P\end{bmatrix}}}
kde {\displaystyle I_{k}} je jednotková matice k × k a P je libovolná matice k × r.
Pomocí generující matice lze pro daný kód sestrojit kontrolní matici (a naopak).

## Ekvivalentní kódy
Kódy C1 a C2 jsou ekvivalentní (značeno C1 ~ C2), pakliže může jeden kód vzniknout z toho druhého pomocí následujících transformací:
1. permutací složek
2. násobením složek konstantou

Ekvivalentní kódy mají stejnou Hammingovu vzdálenost.
Generující matice ekvivalentního kódu může být získána z dané generující matice pomocí následujících transformací:
1. permutací řádků
2. násobením řádků konstantou
3. sčítáním řádků
4. permutací sloupců
5. násobením sloupců konstantou